# Białołęka (Warschau)
Białołęka is het meest noordelijke stadsdeel van Warschau, de hoofdstad van Polen. Het is na Wawer het grootste stadsdeel van Warschau.

## Wijken
| westen - Buchnik - Buków - Kalenica - Kępa Tarchomińska - Winnica - Nowodwory - Buczynek - Anecin - Tarchomin Kościelny - Nowe Świdry - Nowy Tarchomin - Stare Świdry - Piekiełko - Żerań | midden-westen - Choszczówka-Kolonia - Góry Skierdowskie - Nowe Brzeziny - Dąbrówka Szlachecka - Płudy - Henryków - Wiśniewo - Tarchomin - Piekiełko - Żerań - Różopol | midden-oosten - Choszczówka - Łapigrosz - Różopole - Szamocin - Białołęka Dworska - Tomaszew - Dąbrówka Grzybowska - Marcelin - Białołęka Szlachecka - Konstantynów - Żerań Wschodni - Aleksandrów - Annopol | oosten - Kobiałka - Ruskowy Bród - Olesin - Augustówek - Mańki-Wojdy - Augustów - Brzeziny - Kąty Grodziskie - Grodzisk - Lewandów |

Bemowo · Białołęka · Bielany · Mokotów · Ochota · Praga · Rembertów · Śródmieście ·
Targówek · Ursus · Ursynów · Wawer · Wesoła · Wilanów · Włochy · Wola · Żoliborz